# Вервольф (организация)
Легион «Вервольф» — неонацистская организация в России.

## История

### Создание организации
Организация была создана Игорем Пирожком. Пирожок родился в Одессе в 1968 году, после службы в армии решил заняться бизнесом, для чего занял в долг крупную сумму денег. Вскоре Пирожок разорился и бежал от кредиторов из Одессы в Москву.
В начале 1990-х годов Пирожок увлёкся идеей неонацизма, стал посещать собрания неонацистов, представляясь то Сергеем Яхонтовым, то Александром (Алексеем) Анохиным, то Ингваром Скаурляйте (последнее — женская литовская фамилия). Называясь последним именем, всем рассказывал, что он якобы член Нацистской партии Эстонии. В октябре 1993 года, во время разгона Верховного Совета России, Пирожок познакомился с ветераном боёв в Приднестровье и Нагорном Карабахе Валерием Старчиковым, состоявшим в организации националистического толка «Русское национальное единство».
Группа первоначально базировалась в селе Петрищево Переславского района Ярославской области, но впоследствии, когда ряд её членов, включая и Пирожка, устроились на работу в Тимирязевскую сельскохозяйственную академию охранниками ряда делянок, штаб «Вервольфа» был перенесён туда. В ней насчитывалось около 20 членов.

Идеология группировки базировалась на следующих принципах: 
…Окончательное решение еврейского вопроса радикальными методами. Освобождение от химер морали по отношению к недочеловекам. Борьба с неортодоксальными религиозными организациями. Основы нашей идеологии: антикоммунизм, антисемитизм, апартеид, антилиберализм…

### Акции группировки
Пирожок мечтал, чтобы его организация заняла первое место среди всех подобных групп. С этой целью он решил дискредитировать «Русское национальное единство». Для этого был совершён ряд акций в форме РНЕ. Самой громкой из них явилась попытка взрыва в спорткомплексе «Олимпийский» на «Мессианском еврейском фестивале» (по другим данным — фестивале «Евреи за Иисуса»). 20 мая 1994 года Старчиков и один из членов «Вервольфа» Голомызин пронесли два самодельных взрывных устройства в спорткомплекс «Олимпийский». Они спрятали их в подсобном помещении туалетов. Затем по телефону Пирожок позвонил в милицию, представившись Ингваром Скаурляйте, и высказал угрозы взрыва в спорткомплексе. Бомбы были обнаружены и обезврежены.
Тогда же был совершен налёт на Марфо-Мариинскую обитель с целью разгрома офиса общества «Память». По некоторым данным, в частности, заявлениям пресс-службы РНЕ, 2 июня 1994 года члены группы Пирожка устроили драку в кинотеатре «Баррикады» с членами организации «Чёрная сотня». В тех же заявлениях РНЕ обвиняло Пирожка и «Вервольф» в подготовке покушения на руководителя РНЕ Александра Баркашова. Ходили слухи о том, что «Вервольф» похищал бомжей, заставляя их заниматься чёрной работой и выступать в качестве объектов для отработки болевых приёмов.
Пирожок неоднократно заявлял, что выход из его организации только один — на кладбище. Жертвой таких заявлений и стал его ближайший сподвижник Валерий Старчиков, убитый Виктором Барановым. После убийства Пирожок отрезал у трупа уши и заспиртовал их, а тело было зарыто в навозной яме около фермы в деревне Петрищево. Там же было спрятано и тело убитого бездомного.

### Арест активистов и суд
Пирожок сам дал повод к своему аресту. Во время интервью, которое он давал корреспонденту газеты «Известия» Алексею Челнокову, он продемонстрировал ему отрезанные уши Старчикова и рассказал, где лежит труп. 1 июля 1994 года сотрудники милиции обнаружили трупы, и было возбуждено уголовное дело против Пирожка, Баранова и других. 4 июля они были арестованы в деревне Петрищево Ярославской области.
Были доказаны: убийство Валерия Старчикова (убийство бездомного доказать не удалось, как и установить его личность), налёт на офис одной из партий в Марфо-Мариинской обители и разжигание межнациональной вражды. Прокуратура уличила Пирожка и его сообщников в подготовке теракта в штабе РКРП, а также поджогов кинотеатров, в которых демонстрировался антинацистский фильм «Список Шиндлера».
13 марта 1996 года суд приговорил Пирожка к 5 годам лишения свободы, Баранова — к 9, остальные обвиняемые были амнистированы. Впоследствии Пирожок задерживался и был судим как Россией (за хранение наркотиков и участие в «Правом секторе»), так и Украиной (за изготовление, сбыт и распространение порновидеопродукцию с участием несовершеннолетних мальчиков и незаконную продажу оружия и боеприпасов из зоны АТО).